# Bernard Malgrange
Bernard Malgrange, né le 6 juillet 1928 à Paris et mort le 5 janvier 2024 à Grenoble, est un mathématicien français membre de l'Académie des sciences.

## Biographie
Né à Paris, où il passe son enfance rue de Rennes, fils d'un ingénieur issu de l'École Centrale, sa mère ayant des ingénieurs dans sa famille, il est l'aîné de huit enfants. Il est scolarisé au Lycée Montaigne, puis au Lycée Louis-le-Grand.

### Formation et carrière académique
Ancien élève de l'École normale supérieure (promotion 1947 Sciences), agrégé de mathématiques (1950) et docteur ès sciences, il est successivement attaché de recherche au CNRS, maître de conférences puis professeur à l'université de Strasbourg et professeur à la faculté des sciences d'Orsay avant de rejoindre l'université de Grenoble en 1969, d'abord en tant que professeur et ensuite comme directeur de recherches au CNRS, et finalement en tant que professeur émérite de l'université Joseph-Fourier à Grenoble. Il est élu correspondant de l'Académie des sciences le 24 octobre 1977, puis membre le 13 juin 1988.
Il est officier des Palmes académiques.
Il meurt à Grenoble le 5 janvier 2024

### Apport scientifique
Son théorème de préparation, démontré à la demande de René Thom, est un résultat essentiel pour le théorème classifiant les catastrophes élémentaires de Thom.
Il a également démontré que tout opérateur différentiel non nul à coefficients constants admet une fonction de Green. Ce résultat, démontré simultanément par Leon Ehrenpreis, porte le nom de théorème de Malgrange-Ehrenpreis.  Il a plus généralement fortement contribué à la théorie des D-modules et à la théorie de Galois différentielle.

### Engagements
En 1967-1968, il est le suppléant du député communiste Robert Vizet, élu de la quatrième circonscription de l'Essonne.